# Молибая Оразалієва
Молиба́я Оразалі́єва (каз. Молыбай Оразалиев) — село у складі Сайрамського району Туркестанської області Казахстану. Входить до складу Колкентського сільського округу.
До 2007 року село називалось Кизил-Казахстан.
Населення — 864 особи (2021; 890 у 2009, 794 у 1999, 610 у 1989).
26 березня 2015 року до села було приєднано територію площею 0,25 км².